# フェアルーン2
『フェアルーン2』（Fairune2）は、フライハイワークスより2016年7月13日に発売されたニンテンドー3DS用ゲームソフト。アメリカでは同年10月20日、ヨーロッパでは同年10月27日に発売。

## 概要
インディーサークルのスキップモアが手掛けたアクションRPG『フェアルーン』に続く第2作目。前作は複数の媒体向けに配信されているが、本作はニンテンドー3DS（以下3DS）専用ソフトとして制作された。
前作の3DS版が発売される以前の時期に発売元のフライハイワークスからスキップモアに続編制作の打診があり、2014年8月に企画を立案、同年末ごろよりシナリオ制作などを開始、2015年からはプログラミング担当のうららワークスと共に開発が進められた。
今作ではマップ全体の広さが前作の2倍以上となったほか謎解き要素が大幅に増加し、一目では気付きにくい隠し通路が数多く存在している。また、物語性が強まり、ファンタジー世界の中のSF要素が前作よりも多く含まれている。
2018年5月17日には、前作スマートデバイス・携帯型ゲーム機版と本作、前作ブラウザゲーム版のリメイク作品『フェアルーンオリジン』、新作シューティングゲーム『フェアルーンブラスト』の4作品を収録したソフト『フェアルーンコレクション』が発売された。

## 世界・建造物
物語の舞台となる世界「フェアルーン」は複数の世界が階層のように平行して存在し、それぞれが「かんりしゃのとう」により結ばれている。
ミドリのそうげん
森林や草原が広がる世界。地下は遺跡のような造りになっている。
シロのせつげん
雪と氷に覆われた世界。地下には溶岩地帯もある。
アオのしんでん
大部分が水に浸っている世界。地下の一部も冠水している。
ハイのせかい
全体が灰色に包まれた廃墟のような世界。別空間につながるゲートがある。
ソラのだいち
ハイのせかいの下層にある雲上の世界。浮遊する小さな島々が点在している。
かんりしゃのとう
複数の世界をつなぐ塔。内部では鎧を身に着けた戦士が巡回している。
ユウヒのオリ
夕日の光が差し込む場所。記憶をなくした少女が一人で暮らしている。

## アイテム
はじまりのしょ
しゃべる本。行方不明になった3人の妖精の捜索を主人公に依頼し、冒険をサポートする。
マナのかけら
フィールド上の「不思議な草」に向けて使うとHPの回復地点になる。
きぼうのつるぎ / まものスレイヤー / フェアルーンソード / フォトンソード
主人公の武器。「きぼうのつるぎ」以外は特定の通路を遮る仕掛けを解除する際にも用いる。
オノ
枯れ木を切ることができる。切断後は「まるた」が手に入る。
まるた
橋の建設時や火にくべる際に用いる。
たいまつ
燭台に火を灯したり燃えやすいものに火をつけたりできる。
たいようのメダル
雨雲を吹き飛ばす効果がある。
せんしのぞう
主人公に似た石像。重しとして用いる。
コンパス
特定の場所で進むべき方向に針先が向く。
ボトル（ひょうけつのみず / オイル）
中に液体を保存できる容器。「ひょうけつのみず」は熱を冷まし、「オイル」は燃料となる。
ツルハシ
岩やひびの入った箇所を破壊できる。
プリズム
特定の場所に置くと道ができる。全部で3つある。
あおいつきのメダル / あかいつきのメダル
特定の通路を遮る仕掛けを解除する際に用いるメダル。
ドラモスのこころ
使用すると主人公が敵キャラクター「ドラモス」のような姿に変身し、アイテムと同じ形が描かれた地形の区間を飛行できる。
この姿の間は敵から攻撃を受けず、主人公からも攻撃できない。
じげんのいし
丸くて小さい石。特定の場所に描かれた地上絵の周りに置くと、その近くにある転移装置が起動する。全部で3つある。
きょじんのクサビ / きょじんのしんぞう
ハイのせかいで別空間へ続くゲートを開くために必要となるアイテム。それぞれ4つずつある。
だいちのゆびわ / こおりのゆびわ / みずのゆびわ
それぞれ砂地の上、氷の上、水面の上を普通に歩けるようになる指輪。
だいちのせきばん / こおりのせきばん / みずのせきばん
建物の絵の一部が描かれた石板。対応する特定の場所に並べるとその建物が現れる。それぞれ8枚ずつある。
ミドリのオーブ / アカのオーブ / アオのオーブ
フィールド上にある扉のくぼみにはめると扉が開く。それぞれ3つずつある。
たいようのカギ / シロのカギ / マグマのカギ / いせきのカギ
対応する扉を開ける鍵。
むきめいのIDカード / IDカードLv.1 / IDカードLv.2 / IDカードLv.3
かんりしゃのとう内部の扉を開くために必要となるカード。
ストレージ
ユウヒのオリの少女が探し求めている部品。全部で6つある。
カナタのキオク
黒い石版。冒険を進めるにつれて表面に文字が刻まれていく。
特殊アイテム
以下の3つのアイテムを取得すると主人公に特別な能力が身に付く。フィールド上の草を刈った時や敵を倒した時に手に入るコインを一定枚数使用することで最大2段階まで強化できる。クリアに必須ではない。
EXPブースト
敵を倒した際に得られる経験値が増加する。
シールドブースト
敵から受けるダメージが減少する。
レアまものアップ
レアモンスターの出現率が上がる。